# انرژی فرمی
انرژی فرمی (به انگلیسی: Fermi energy) مفهومی در فیزیک کوانتوم است که به تفاوت انرژی بین بالاترین و پایین‌ترین حالت اشغال شدهٔ فرمیون‌های بدون برهمکنش در دمای صفر مطلق اشاره دارد. در یک گاز فرمی پایین‌ترین حالت اشغال شده دارای انرژی جنبشی صفر است، حال آنکه در یک فلز پایین‌ترین حالت اشغال شده معمولاً کف نوار رسانش است.
اختلاف كليدي كمي بين سطح فرمي و انرژي فرمي وجود دارد(حداقل در حدي كه در اين مقاله به آن پرداخته می‌شود):
-انرژي فرمي در صفر مطلق اندازه گيري مي شود ولي سطح فرمي مربوط به تمام دما ها می‌شود.
- انرژی فرمي به اختلاف انرژی (بيشتر مربوط به انرژي پتانسيل) گفته می‌شود در حالي كه سطح فرمی مربوط به انرژی كل مي باشد كه شامل مجموع انرژی جنبشي و پتانسيل می باشد.
- انرژي فرمي تنها مربوط به فرميونهايي مي گردد كه با يكديگر برهمكنش نداشته باشند ولي سطح فرمي براي فرميونهايي كه در شرايط تعادل ترموديناميكي با يكديگر برهمكنش هاي پيچيده نيز داشته باشند نيز تعريف می‌شود.